# ジェイコブ・アーティスト
ジェイコブ・アーティスト（Jacob Artist、1992年10月17日 - ）は、アメリカ合衆国の俳優・歌手・ダンサーである。
フォックスで放送されたテレビドラマシリーズ『glee/グリー』のシーズン4からノア・パッカーマン（パック）の母親違いの弟ジェイク・パッカーマン役で出演している。

## 略歴
1992年10月17日 に、ダレルとジュディスのアーティスト夫妻 の息子として、ニューヨーク州エリー郡バッファローで生まれ、同じエリー郡のウィリアムズヴィルで育つ。アフリカ系とポーランド系の血を引く。
5歳のころからダンスを始め、15歳で演技に目覚めると、高校卒業後に、合格していたジュリアード音楽院への入学を辞退し、俳優を目指してロサンゼルスに移住、2011年にテレビシリーズ『Bucket & Skinner's Epic Adventures』にゲスト出演して俳優デビューする。

## 出演作品
| 年          | 作品名                                                                    | 役名                     | 備考                     |
| ----------- | ------------------------------------------------------------------------- | ------------------------ | ------------------------ |
| 2011        | Bucket & Skinner's Epic Adventures                                        | ジミー                   | 第1シーズン第10話        |
| 2012        | How To Rock                                                               | ディーン・ホリス         | 第1シーズン第8話と第12話 |
| 2012        | ブルーラグーン 〜恋の目覚め〜 Blue Lagoon:The Awakening                   | スティーヴン・サリヴァン | テレビ映画               |
| 2012        | メル&ジョー 好きなのはあなたでしょ? Melissa and Joey                      | キャメロン               | 第2シーズン第13話        |
| 2012 – 2015 | glee/グリー Glee                                                          | ジェイク・パッカーマン   | 第4シーズンから出演      |
| 2013        | ラスト・ワールド After the Dark（別題：The Philosophers）                 | パーカー                 |                          |
| 2014        | ブリザード 凍える秘密 White Bird in a Blizzard                            | オリバー                 |                          |
| 2015 - 2016 | クワンティコ/FBIアカデミーの真実 Quantico                                 | ブランドン・フレッチャー | 第1シーズン              |
| 2016        | アメリカン・ホラー・ストーリー:体験談 American Horror Story: Roanoke      | トッド・コナーズ         | 第6シーズン第9話         |
| 2017        | ブラッド・マネー Blood Money                                              | ジェフ                   |                          |
| 2019        | ナウ・アポカリプス 〜夢か現実か!? ユリシーズと世界の終わり Now Apocalypse | アイザック               | テレビシリーズ           |